# 2025年の相撲
2025年の相撲（2025ねんのすもう）では、2025年（令和7年）の相撲関連の出来事についてまとめる。

## できごと

### 1月
- 16日 - 【大相撲】横綱照ノ富士が1月場所を5日目のこの日から途中休場した[1]。この日の夜、照ノ富士が現役を引退する意向であると複数のメディアにより報道された[2][3][4][5]。
- 17日 - 【大相撲】日本相撲協会は照ノ富士の引退と年寄「照ノ富士」を承認したことを発表した[6][7]。（現役名での在籍期間は最長2030年1月16日まで）
- 26日 - 【大相撲】1月場所はこの日に千秋楽を迎え、幕内は大関豊昇龍が王鵬、金峰山との優勝決定巴戦を制し、9場所ぶり2度目の優勝を果たした[8]。
- 27日 - 【大相撲】横綱審議委員会が定例会合を開き、大関豊昇龍について全会一致で横綱に推薦することを決定した[9]。
- 29日 - 【大相撲】日本相撲協会が臨時理事会と3月場所の番付編成会議を開き、大関豊昇龍の横綱への昇進を決定した[10]。

### 3月
- 18日
  - 【大相撲】横綱豊昇龍は3月場所を10日目のこの日から途中休場した。新横綱の休場は1986年9月場所の双羽黒以来[11]。
  - 【大相撲】新十両の草野が初日から10連勝を達成し、新十両力士の初日からの連勝記録（従来の記録は9連勝）を更新した[12]。最終的に記録は12連勝まで伸びた[13]。
- 20日 - 【大相撲】3月場所12日目のこの日に十両草野の十両優勝が決定した。12日目に十両優勝が決定するのは、1場所15日制が定着した1949年5月場所以降で3例目[14]。
- 23日 - 【大相撲】3月場所はこの日に千秋楽を迎え、幕内は大関大の里が髙安との優勝決定戦を制し、3場所ぶり3度目の優勝を果たした[15]。

### 4月
- 2日 - 【大相撲】日本相撲協会は、年寄・千田川（元幕内・德勝龍）の木瀬部屋から錦戸部屋への移籍、年寄・鏡山（元関脇・多賀竜）の伊勢ノ海部屋から追手風部屋への移籍を発表[16]。
- 14日 - 【大相撲】式秀部屋所属の序二段力士・若戸桜（本名・澤田剛）が、外陰部壊死性筋膜炎のため入院先の茨城県内の病院で死去（満33歳没）。現役力士が亡くなるのは、2021年4月に急性呼吸不全で亡くなった三段目・響龍（境川部屋）以来[17]。

### 5月
- 1日 - 【大相撲】日本相撲協会は、年寄・錦島（元幕内・翔天狼）が出来山を、年寄・大山（元小結・千代鳳）が錦島を、それぞれ襲名したことを発表[18]。
- 15日 - 【大相撲】元小結・北勝富士が現役を引退し、年寄・大山を襲名した[19]。
- 23日 - 【大相撲】5月場所13日目のこの日、大関大の里の2場所連続4度目の幕内最高優勝が決定した[20]。
- 24日 - 【大相撲実況】5月場所14日目、1987年秋場所以来37年半にわたり大相撲実況を担当してきたNHKの吉田賢アナウンサーが5月一杯で定年退職のため、この日のラジオ実況をもってNHKの大相撲ラスト実況となった[21]。
- 27日 - 【大相撲】横綱審議委員会が定例会合を開き、大関大の里について全会一致で横綱に推薦することを決定した[22]。
- 28日 - 【大相撲】日本相撲協会が臨時理事会と7月場所の番付編成会議を開き、大関大の里の横綱への昇進を決定した[23]。初土俵から所要13場所での横綱昇進は、横綱が番付上の地位として明文化された明治42年以降、最速となる[24]。

### 6月
- 2日 - 【大相撲】日本相撲協会は、この日開かれた臨時理事会で、以下の事項を承認した。いずれも6月9日付[25]。
  - 事前に退職届を提出していた年寄・宮城野（元横綱・白鵬）の意向を容認、日本相撲協会から退職[26]。
  - 年寄・照ノ富士（元横綱）が6月9日付けで年寄・伊勢ヶ濱を襲名し、伊勢ヶ濱部屋を継承、年寄・伊勢ヶ濱（元横綱・旭富士）は年寄・宮城野に名跡変更、7月6日以降は参与となる。
- 9日 - 【大相撲】日本相撲協会は、幕内格行司の木村銀治郎について、力士会の現金等を着服する問題があったとして、懲戒解雇処分としたことを発表した[27]。

### 7月
- 13日 - 【大相撲】愛知県名古屋市北区にIGアリーナが開業し、この日に初日を迎えた7月場所から名古屋で開催される本場所の会場が変更された[28]。
- 17日 - 【大相撲】横綱豊昇龍が、7月場所を5日目のこの日から途中休場した[29]。
- 22日 - 【大相撲】7月場所10日目、玉鷲が40歳8か月で横綱大の里に勝利。1940年1月場所6日目に大潮が横綱男女ノ川から金星を挙げた39歳5か月を越え、昭和以降の金星獲得最年長記録を85年ぶりに更新[30]。
- 27日 - 【大相撲】7月場所はこの日に千秋楽を迎え、幕内は平幕の琴勝峰が13勝2敗で初優勝を果たした[31]。平幕優勝は2024年3月場所の尊富士以来8場所ぶり、7月場所に限ると2022年の逸ノ城以来3年ぶり。また玉鷲が殊勲賞に選出され、2014年11月場所において40歳2か月で敢闘賞を受賞した旭天鵬の記録を更新する、史上最年長の40歳8か月での三賞受賞となった[32]。
- 30日 - 【大相撲】この日開かれた9月場所番付編成会議で、旭海雄、石崎改め朝翠龍、朝白龍、西ノ龍の新十両昇進、ならびに朝乃山の再十両昇進を決定。朝翠龍、朝白龍、朝乃山は高砂部屋所属で、同部屋所属の3力士が同時に十両昇進するのは、佐渡ヶ嶽部屋から琴の龍、琴千歳が新十両、琴立山が再十両に同時昇進した1979年9月場所以来46年ぶり[33]。また元前頭常の山の息子である西ノ龍は、史上14組目の親子関取となる[34]。
- 31日 - 【大相撲】日本相撲協会が理事会を開催し、17代熊ヶ谷（元幕内・玉飛鳥）が9月29日付で17代大嶽（元十両・大竜）と年寄名跡を交換し、大嶽部屋を継承することを承認した[35]。

## 競技結果

### 大相撲

#### 本場所

##### 一月場所（初場所）
国技館（東京都）を会場に、2025年（令和7年）1月12日から1月26日までの15日間開催された。番付発表は2024年（令和6年）12月23日。
| タイトル     | タイトル     | 人物（所属部屋 出身地） - 成績 |
| ------------ | ------------ | --- |
| 幕内最高優勝 | 幕内最高優勝 | 豊昇龍智勝（立浪部屋 モンゴル・ウランバートル出身） - 12勝3敗（9場所ぶり2回目） ※優勝決定巴戦勝利                                                             |
| 三賞         | 殊勲賞       | 該当者なし |
| 三賞         | 敢闘賞       | 霧島鐵力（音羽山部屋 モンゴル・ドルノド県出身） - 11勝4敗（29場所ぶり2回目） 金峰山晴樹（木瀬部屋 カザフスタン・アルマトイ出身） - 12勝3敗（11場所ぶり2回目） |
| 三賞         | 技能賞       | 王鵬幸之介（大嶽部屋 東京都江東区出身） - 12勝3敗（初受賞）                                                                                                   |
| 十両優勝     | 十両優勝     | 獅司大（雷部屋 ウクライナ・ザポリージャ州出身） - 13勝2敗 |
| 幕下優勝     | 幕下優勝     | 夢道鵬幸成（大嶽部屋 東京都江東区出身） - 7戦全勝 |
| 三段目優勝   | 三段目優勝   | 大斧亜矢斗（追手風部屋 埼玉県入間市出身） - 7戦全勝 |
| 序二段優勝   | 序二段優勝   | 矢後太規（押尾川部屋 北海道河西郡芽室町出身） - 7戦全勝 |
| 序ノ口優勝   | 序ノ口優勝   | 大喜翔大貴（追手風部屋 香川県高松市出身） - 7戦全勝 |

##### 三月場所（春場所・大阪場所）
エディオンアリーナ大阪（大阪府大阪市）を会場に、3月9日から3月23日までの15日間開催された。番付発表は2月25日。
| タイトル     | タイトル     | 人物（所属部屋 出身地） - 成績 |
| ------------ | ------------ | --- |
| 幕内最高優勝 | 幕内最高優勝 | 大の里泰輝（二所ノ関部屋 石川県河北郡津幡町出身） - 12勝3敗 （3場所ぶり3回目） ※優勝決定戦勝利                                                  |
| 三賞         | 殊勲賞       | 該当者なし |
| 三賞         | 敢闘賞       | 美ノ海義久（木瀬部屋 沖縄県うるま市出身） - 11勝4敗（初受賞） · 安青錦新大（安治川部屋 ウクライナ・ヴィーンヌィツャ州出身） - 11勝4敗（初受賞） |
| 三賞         | 技能賞       | 髙安晃（田子ノ浦部屋 茨城県土浦市出身） - 12勝3敗（46場所ぶり3回目）                                                                            |
| 十両優勝     | 十両優勝     | 草野直哉（伊勢ヶ濱部屋 熊本県宇土市出身） - 14勝1敗                                                                                             |
| 幕下優勝     | 幕下優勝     | 欧勝竜健汰（鳴戸部屋 大阪府東大阪市出身） - 7戦全勝                                                                                             |
| 三段目優勝   | 三段目優勝   | 朝乃山広暉（高砂部屋 富山県富山市出身） - 7戦全勝                                                                                               |
| 序二段優勝   | 序二段優勝   | 大喜翔大貴（追手風部屋 香川県高松市出身） - 7戦全勝                                                                                             |
| 序ノ口優勝   | 序ノ口優勝   | 千代天富創磨（九重部屋 東京都港区出身） - 7戦全勝                                                                                               |

##### 五月場所（夏場所）
国技館（東京都）を会場に、5月11日から5月25日までの15日間開催された。番付発表は4月28日。
| タイトル     | タイトル     | 人物（所属部屋 出身地） - 成績 |
| ------------ | ------------ | --- |
| 幕内最高優勝 | 幕内最高優勝 | 大の里泰輝（二所ノ関部屋 石川県河北郡津幡町出身） - 14勝1敗 （2場所連続4回目）                                                                                       |
| 三賞         | 殊勲賞       | 該当者無し |
| 三賞         | 敢闘賞       | 安青錦新大（安治川部屋 ウクライナ・ヴィーンヌィツャ州出身） - 11勝4敗（2場所連続2回目） · 佐田の海貴士（境川部屋 熊本県熊本市東区出身） - 10勝5敗（18場所ぶり3回目） |
| 三賞         | 技能賞       | 霧島鐵力（音羽山部屋 モンゴル・ドルノド県出身） - 11勝4敗（12場所ぶり4回目） 若隆景渥（荒汐部屋 福島県福島市出身） - 12勝3敗（3場所ぶり6回目）                       |
| 十両優勝     | 十両優勝     | 草野直哉（伊勢ヶ濱部屋 熊本県宇土市出身） - 13勝2敗 |
| 幕下優勝     | 幕下優勝     | 大辻理紀（高田川部屋 兵庫県加古川市出身） - 7戦全勝 |
| 三段目優勝   | 三段目優勝   | 鳩岡良祐（木瀬部屋 神奈川県横浜市港北区出身） - 7戦全勝 |
| 序二段優勝   | 序二段優勝   | 峰刃幾叉丸（錣山部屋 埼玉県草加市 出身） - 7戦全勝 ※優勝決定戦勝利                                                                                                   |
| 序ノ口優勝   | 序ノ口優勝   | 一意虎風（木瀬部屋 大阪府大阪市港区出身） - 7戦全勝 |

##### 七月場所（名古屋場所）
IGアリーナ（愛知県名古屋市）を会場に、7月13日から7月27日までの15日間開催された。番付発表は6月30日。
| タイトル     | タイトル     | 人物（所属部屋 出身地） - 成績 |
| ------------ | ------------ | --- |
| 幕内最高優勝 | 幕内最高優勝 | 琴勝峰吉成（佐渡ヶ嶽部屋 千葉県柏市出身） - 13勝2敗（初優勝） |
| 三賞         | 殊勲賞       | 玉鷲一朗（片男波部屋 モンゴル・ウランバートル出身） - 11勝4敗（17場所ぶり3回目） 琴勝峰吉成（佐渡ヶ嶽部屋 千葉県柏市出身） - 13勝2敗（初受賞）                                                             |
| 三賞         | 敢闘賞       | 草野直哉（伊勢ヶ濱部屋 熊本県宇土市出身） - 11勝4敗（初受賞） 藤ノ川成剛（伊勢ノ海部屋 京都府京都市西京区出身） - 10勝5敗（初受賞） 琴勝峰吉成（佐渡ヶ嶽部屋 千葉県柏市出身） - 13勝2敗（15場所ぶり2回目） |
| 三賞         | 技能賞       | 安青錦新大（安治川部屋 ウクライナ・ヴィーンヌィツャ州出身） - 11勝4敗（初受賞） · 草野直哉（伊勢ヶ濱部屋 熊本県宇土市出身） - 11勝4敗（初受賞）                                                            |
| 十両優勝     | 十両優勝     | 三田大生（二子山部屋 栃木県大田原市出身） - 11勝4敗 |
| 幕下優勝     | 幕下優勝     | 朝白龍太郎（高砂部屋 モンゴル・ウランバートル出身） - 7戦全勝 |
| 三段目優勝   | 三段目優勝   | 小林嵐（春日野部屋 埼玉県入間市出身） - 7戦全勝 |
| 序二段優勝   | 序二段優勝   | 豪乃若康介（武隈部屋 埼玉県さいたま市西区出身） - 7戦全勝 ※優勝決定戦勝利 |
| 序ノ口優勝   | 序ノ口優勝   | 可貴秀太（追手風部屋 石川県小松市出身） - 6勝1敗 ※優勝決定戦勝利 |

愛知県体育館の老朽化などに伴い、2025年から7月場所の会場がIGアリーナに変更された。

#### 巡業

##### 春巡業
- 3月30日 - 第68回神宮奉納大相撲（三重県・伊勢神宮相撲場）[40]
  - 幕内力士選士権トーナメント優勝：豊昇龍智勝
- 3月31日 - 枚方信用金庫創立75周年記念協賛事業 大相撲枚方場所（大阪府・KTM河本工業総合体育館）[41]
- 4月1日 - 紀の川市合併20周年記念事業 大相撲紀の川場所（和歌山県・紀の川市民体育館）[42]
- 4月2日 - 大相撲岸和田場所（大阪府・岸和田市総合体育館）[43]
- 4月3日 - 大相撲橿原場所（奈良県・ジェイテクトアリーナ奈良）[44]
- 4月4日 - 関市合併20周年記念 大相撲関場所（岐阜県・アテナ工業アリーナ）[45]
- 4月5日 - 能登半島地震復興支援 大相撲七尾場所（石川県・七尾総合市民体育館）[46]
- 4月6日 - 大相撲富山場所（富山県・富山市総合体育館）[47]
- 4月7日 - 津幡町合併70周年記念事業 大相撲津幡場所（石川県・津幡運動公園体育館）[48]
- 4月8日 - 大相撲敦賀場所（福井県・敦賀市総合運動公園体育館）[49]
- 4月9日 - 知多市制施行55周年記念 大相撲知多場所（愛知県・メディアス体育館ちた）[50]
- 4月12日 - 第30回記念 大相撲藤沢場所（神奈川県・藤沢市秋葉台文化体育館）[51]
  - 幕内トーナメント優勝：豊昇龍智勝
- 4月13日 - 大相撲千葉場所（千葉県・千葉ポートアリーナ）[52]
- 4月14日 - 靖国神社奉納大相撲（東京都・靖国神社相撲場）[53]
- 4月15日 - 大相撲城南大田場所（東京都・大田区総合体育館）[54]
- 4月16日 - 大相撲つくば場所（茨城県・つくばカピオ）[55]
- 4月17日 - 大相撲鹿行鉾田場所 鉾田市合併20周年記念（茨城県・鉾田市総合公園体育館）[56]
- 4月18日 - 大相撲宇都宮場所（栃木県・ブレックスアリーナ宇都宮）[57]
- 4月19日 - 大相撲太田場所（群馬県・オープンハウスアリーナ太田）[58]
- 4月20日 - 大相撲高崎場所（群馬県・Gメッセ群馬）[59]
- 4月23日 - 常総市合併20周年記念 水害から10年 大相撲常総場所（茨城県・石下総合体育館）[60]
- 4月24日 - 大相撲川崎場所（神奈川県・川崎市とどろきアリーナ）[61]
- 4月25日 - 秦野市制70周年記念 大相撲秦野場所（神奈川県・メタックス体育館はだの）[62]
- 4月26日 - 大相撲横浜アリーナ場所（神奈川県・横浜アリーナ）[63]
- 4月27日 - TOKYO MX 開局30周年記念 大相撲八王子場所（東京都・エスフォルタアリーナ八王子）[64]

#### トーナメント大会
- 2月9日 - 日本大相撲トーナメント第49回大会（国技館）[65]
  - 幕内トーナメント優勝：髙安晃（田子ノ浦部屋）（3回目）[66]

#### その他
- 2月8日 - 第57回NHK福祉大相撲（国技館）[67]
- 8月4日 - SUMOが世界をひとつにする！SUMO EXPO 2025（EXPO メッセ「WASSE」）[68]

##### 昇格
- 1月29日 - 大関・豊昇龍が横綱に昇進[10]。
- 5月28日 - 大関・大の里が横綱に昇進[23]。

##### 新弟子検査合格者
四股名が太字の者は現役力士。最高位は引退力士のみ記載。
| 場所    | 人数 | 主な合格者 | 四股名 | 最高位 | 最終場所 | 備考 |
| ------- | ---- | ---------- | ------ | ------ | -------- | ---- |
| 1月場所 | 6人  |            |        |        |          |      |
| 3月場所 | 34人 |            |        |        |          |      |
| 5月場所 | 14人 |            |        |        |          |      |
| 7月場所 | 4人  |            |        |        |          |      |

##### 引退
| 場所    | 人数 | 主な引退力士 | 最高位     | 初土俵                | 備考                 |
| ------- | ---- | ------------ | ---------- | --------------------- | -------------------- |
| 1月場所 | 12人 | 照ノ富士春雄 | 第73代横綱 | 2011年5月技量審査場所 | 年寄「照ノ富士」承認 |
| 1月場所 | 12人 | 阿武咲奎也   | 小結       | 2013年1月場所         | [ 74 ]               |
| 1月場所 | 12人 | 旭大星託也   | 前頭8枚目  | 2008年1月場所         | [ 75 ]               |
| 3月場所 | 7人  |              |            |                       |                      |
| 5月場所 | 11人 | 北勝富士大輝 | 小結       | 2015年3月場所         | 年寄「大山」襲名     |
| 7月場所 | 8人  |              |            |                       |                      |

##### 引退相撲興行
- 2月1日 - 德勝龍引退千田川襲名披露大相撲（国技館）[79]
- 5月31日 - 琴恵光引退尾車襲名披露大相撲（国技館）[80]

##### 断髪式
- 6月1日 - 元小結・阿武咲（国技館）[81]
- 6月1日 - 元幕内・旭大星（東武ホテルレバント東京）[82]

### アマチュア相撲

#### 国内大会
- 3月15日 - 16日 - 全国高等学校相撲選抜大会（高知県・高知県立春野総合運動公園相撲場）[83]
  - 個人優勝：麻田遥人（和歌山県立箕島高等学校）
  - 団体優勝：鳥取城北高等学校
- 5月18日 - 第109回高等学校相撲金沢大会（石川県・石川県卯辰山相撲場）[84]
  - 個人優勝：井上泰我（鳥取城北高等学校）
  - 団体優勝：鳥取城北高等学校

#### 国際大会
- 2月11日 - 第15回白鵬杯（ 日本・国技館）[85]

## 予定

### 大相撲

#### 本場所

##### 九月場所（秋場所）
国技館（東京都）を会場に、9月14日から9月28日までの15日間開催される。番付発表は9月1日。

##### 十一月場所（九州場所）
福岡国際センター（福岡県福岡市）を会場に、11月9日から11月23日までの15日間開催される。番付発表は10月27日。

#### 巡業

##### 夏巡業
- 8月3日 - 大相撲万博場所（大阪府・EXPO メッセ「WASSE」）[87]
- 8月4日 - 大相撲岐阜場所（岐阜県・で愛ドーム）[88]
- 8月5日 - 大相撲福井場所（福井県・セーレン・ドリームアリーナ）[89]
- 8月7日 - 大相撲古河場所（茨城県・イーエスはなもも体育館）[90]
- 8月8日 - 大相撲南相馬場所（福島県・まるさん・あったまるアリーナ）[91]
- 8月9日 - 大相撲郡山場所（福島県・宝来屋 ボンズアリーナ）[92]
- 8月10日 - 大相撲山辺場所（山形県・山辺町民総合体育館）[93]
- 8月11日・12日 - 東日本大震災復興支援 大相撲仙台場所（宮城県・本山製作所青葉アリーナ）[94]
- 8月13日 - 大相撲盛岡場所（岩手県・盛岡タカヤアリーナ）[95]
- 8月15日 - 大相撲十勝帯広場所（北海道・よつ葉アリーナ十勝）[96]
- 8月16日 - 北の富士追悼巡業 大相撲旭川場所（北海道・旭川大雪アリーナ）[97]
- 8月17日・18日 - 大相撲札幌場所（北海道・つどーむ）[98]
- 8月20日 - 大相撲青森場所（青森県・マエダアリーナ）[99]
- 8月21日 - 由利本荘市誕生20周年記念 大相撲由利本荘場所（秋田県・由利本荘総合防災公園ナイスアリーナ）[100]
- 8月22日 - 大相撲福島場所（福島県・福島トヨタクラウンアリーナ）[101]
- 8月23日 - 大相撲新潟場所（新潟県・新潟市産業振興センター）[102]
- 8月24日 - 大相撲長岡場所（新潟県・アオーレ長岡）[103]
- 8月25日 - 大相撲金沢場所（石川県・金沢市総合体育館）[104]
- 8月26日 - 刈谷市制75周年記念事業 大相撲刈谷場所（愛知県・ウィングアリーナ刈谷）[105]
- 8月27日 - 大相撲静岡場所（静岡県・このはなアリーナ）[106]
- 8月28日 - 大相撲立川立飛場所（東京都・アリーナ立川立飛）[107]
- 8月29日 - 一般社団法人牛久青年会議所創立40周年記念 大相撲牛久場所（茨城県・牛久運動公園体育館）[108]
- 8月30日 - 旭市20周年記念事業 大相撲旭場所（千葉県・旭市総合体育館）[109]
- 8月31日 - 春日部市市制施行20周年記念 大相撲春日部場所（埼玉県・アイル・アリーナ ウイング・ハット春日部）[110]

##### 冬巡業
- 11月30日 - 大相撲諫早場所（長崎県・内村記念アリーナ）[111]
- 12月1日 - 大相撲佐世保場所（長崎県・佐世保市体育文化館）[112]
- 12月2日 - 大相撲糸島場所（福岡県・糸島市運動公園多目的体育館）[113]
- 12月4日 - JAみやざき 大相撲宮崎場所（宮崎県・宮崎県体育館）[114]
- 12月5日 - 大相撲大分場所（大分県・クラサス武道スポーツセンター）[115]
- 12月7日 - 大相撲久留米場所（福岡県・久留米アリーナ）[116]
- 12月9日 - 大相撲下関場所（山口県・J:COMアリーナ下関）[117]
- 12月10日 - 大相撲広島場所（広島県・マエダハウジング東区スポーツセンター）[118]
- 12月11日 - 大相撲加古川場所（兵庫県・SHOWAグループ総合体育館）[119]
- 12月14日 - 大相撲東大阪場所（大阪府・東大阪アリーナ）[120]
- 12月17日 - 大相撲鈴鹿場所（三重県・AGF鈴鹿体育館）[121]
- 12月18日 - 磐田市市制施行20周年記念 大相撲磐田場所（静岡県・磐田市総合体育館）[122]
- 12月20日 - TOKYO MX 開局30周年記念 大相撲町田場所（東京都・町田市立総合体育館）[123]
- 12月21日 - 新座市制施行55周年記念 大相撲新座場所（埼玉県・新座市民総合体育館）[124]

#### 引退相撲興行
- 10月4日 - 貴景勝引退湊川襲名披露大相撲（国技館）[125]
- 10月5日 - 妙義龍引退振分襲名披露大相撲（国技館）[126]

#### その他
- 10月15日 - 19日 - 大相撲ロンドン公演（ロイヤル・アルバート・ホール）[127]
- 12月22日 - 大相撲令和8年1月場所番付発表[86]

### アマチュア相撲

#### 国際大会
- 9月13日・14日 - 世界相撲選手権大会（ タイ）[128]
- 9月13日・14日 - 世界女子相撲選手権大会（ タイ）[128]
- 9月13日・14日 - 世界ジュニア相撲選手権大会（ タイ）[128]
- 9月13日・14日 - 世界女子ジュニア相撲選手権大会（ タイ）[128]

#### 国内大会
- 8月3日 - 第36回全国都道府県中学生相撲選手権大会（大阪府・堺市大浜公園相撲場）[128]
- 8月8日 - 10日 - 全国高等学校総合体育大会相撲競技大会（鳥取県・ヤマタスポーツパーク鳥取県民体育館）[129]
- 8月10日 - 第40回わんぱく相撲全国大会（東京都・ひがしんアリーナ）[128]
- 8月20日・21日 - 第55回全国中学校相撲選手権大会（熊本県・ecowin宇土アリーナ）[128]
- 9月21日 - 第67回全日本実業団相撲選手権大会（和歌山県・和歌山県営相撲場）[128]
- 9月21日 - 第6回わんぱく相撲全国女子大会（青森県・八戸市体育館）[128]
- 9月29日 - 10月1日 - 国民スポーツ大会相撲競技（滋賀県・長浜バイオ大学ドーム）[130]
- 10月12日 - 第30回全日本女子相撲選手権大会（京都府・京都市武道センター）[128]
- 11月1日・2日 - 第103回全国学生相撲選手権大会（大阪府・堺市大浜公園相撲場）[128]
- 11月30日 - 第74回全日本相撲選手権大会（東京都・国技館）[128]
- 11月30日 - 第38回全日本小学生相撲優勝大会（東京都・国技館）[128]

## 死去
- 1月27日 - 国東始（最高位：十両4枚目、所属：玉ノ井部屋、* 1975年【昭和50年】）[131]
- 4月3日 - 牧本英輔（最高位：前頭12枚目、所属：時津風部屋、* 1941年【昭和16年】）[132]
- 4月14日 - 若戸桜剛（最高位：序二段3枚目（現役没）、所属：式秀部屋、* 1992年【平成4年】）[17][133]
- 5月29日 - 床朝（特等床山（現役没）、所属：三保ヶ関部屋→北の湖部屋→山響部屋、* 1962年【昭和37年】）[134]
- 6月6日 - 藤ノ川祐兒（最高位：前頭3枚目、所属：伊勢ノ海部屋、* 1960年【昭和35年】）[135]
- 6月15日 - 増位山太志郎（最高位：大関、所属：三保ヶ関部屋、* 1948年【昭和23年】）[136]
- 8月8日 - 琴富士孝也（最高位：関脇、所属：佐渡ヶ嶽部屋、* 1964年【昭和39年】）[137][138]
- 8月11日 - 燁司大（最高位：前頭11枚目、所属：入間川部屋、* 1973年【昭和48年】）[139]